# Fahrerassistenzsystem (Bahnverkehr)
Fahrerassistenzsysteme (DAS, Driver Advisory System) versorgen Triebfahrzeugführer mit Empfehlungen für eine verbesserte Zugsteuerung. Ziel ist es, auf jeder Strecke das optimale Geschwindigkeitsprofil zu fahren, um Energieverbrauch und Verschleiß zu verringern.
Als Reaktion auf steigende Energiepreise und zur Verwirklichung ökologischer Ziele (Senkung der CO2-Emissionen) erhält eine energiesparende Fahrweise für Eisenbahnverkehrsunternehmen einen zunehmenden Stellenwert. Da Triebfahrzeugführer oft flexibel eingesetzt werden, sind sie nicht immer in der Lage, in jeder Situation das optimale Geschwindigkeitsprofil für jede Strecke zu finden. Mit Hilfe von Informations- und Messtechnik lassen sich Streckendaten, wie Langsamfahrstellen, Höchstgeschwindigkeiten und Haltestellen mit zugehörigen Zeiten, aber auch topographische Daten wie Neigungen und Kurven mit der zur Verfügung stehenden Zeit im Fahrplan vergleichen.
Aus diesen Informationen lässt sich ein optimiertes Geschwindigkeitsprofil berechnen und dem Triebfahrzeugführer in Echtzeit und visuell vorschlagen.
Die Berechnung des empfohlenen Geschwindigkeitsprofils unterscheidet sich erheblich zwischen den verschiedenen Ansätzen und Systemen. Die Spanne reicht von der einfachen Visualisierung des Fahrplans über Systeme, die auf statistischen Methoden basieren bis zu ausgereiften mathematischen Algorithmen.
Neuere Produkte (wie beispielsweise LEADER) haben Funktionen, die durch Datenspeicherung und Vergleiche lernen und die jeweils beste Fahrt auswählen, um sie als neue Referenz zu verwenden.
Nach anderen Vorstellungen soll mit Fahrerassistenzsystemen eine „bestmögliche Ausnutzung der Fahrzeitreserve als Ausrollphase zur Reduzierung des Traktionsenergieverbrauches“; eine „optimale Vernetzung der S-Bahn mit dem straßengebundenen ÖPNV zur Attraktivitätssteigerung für umsteigende Fahrgäste“ oder auch Energieeffizienz, Ökologie, Pünktlichkeit und Fahrgastzufriedenheit, eine Reduzierung des Energieverbrauchs und eine Optimierung des Betriebs von Zügen erreicht werden.

## Beispiele
- Adaptive Lenkung (SBB)
- AVV (AŽD Praha, Tschechien)
- CATO Computer assisted train operation (Transrail, Schweden)
- EBuLa (Elektronischer Buchfahrplan der DB, Deutschland)
- EcoTrainBook / FASSI
- Energymiser
- GreenSpeed (DSB, Dänemark)
- LEA (Lokpersonal Electronic Assistant, SBB, Schweiz)
- LEADER (Knorr-Bremse, Deutschland)
- RSSB[5]
- Route Lint (ProRail, Niederlande)
- TIM (Triebfahrzeugführer Informations-Management-System, ÖBB, Österreich)

## Details zu ausgewählten Systemen

### CATO
CATO (Computer Aided Train Operation) ist ein System, das von der schwedischen Firma Transrail seit der Jahrtausendwende entwickelt wurde.
Das System ist seit 2010 im Bahnbetrieb im Einsatz. CATO wurde ursprünglich als DAS-O für den schweren Güterverkehr entwickelt, ist aber inzwischen in allen Arten von Fahrzeugen im Einsatz, einschließlich U-Bahn-Züge.
CATO basiert auf einem mathematischen Modell (Digital Twin) des Bahnbetriebs. Zusammen mit einem leistungsstarken Optimierungsalgorithmus liefert dies hervorragende Ergebnisse in Bezug auf Pünktlichkeit, Verkehrskapazität, reduzierten Energieverbrauch und Verschleiß. CATO erlaubt schnelle Anpassungen an spezifische Bedürfnisse und berücksichtigt die Besonderheiten von Antrieb, Bremsen, Ladung sowie der Streckentopographie und der aktuellen Betriebssituation.
Zuletzt wurde es bei der Metro in Helsinki installiert.

### DIS – Driver Information System
RailOpt DIS (Driver Information System) der Schweizer Firma Qnamic AG ist wie LEA nicht fix im Triebfahrzeug eingebaut, sondern bietet dem Lokführer über ein beliebiges, persönliches (Sub-)Notebook Zugang zu Fahrplan- und Streckendaten, Langsamfahrstellen und Zusatzanweisungen. Die Anzeige ist ähnlich wie im EBuLa System aufgebaut. Die Aktualisierung der Momentanposition geschieht über einen vom Fahrzeug unabhängigen, zeitgesteuerten Taktgeber. Daten auf dem Notebook werden per GSM, oder wo vorhanden, über WLAN aktualisiert. Zurzeit ist RailOpt DIS bei den Schweizer EVU BLS und SOB im Einsatz.

### EBuLa
Der elektronische Buchfahrplan, der bei der Deutschen Bahn im Einsatz ist.

### Ecotrainbook FASSI
Die funktional ähnlichste Lösung ist das Produkt Ecotrainbook. Das Ecotrainbook ist wie EBuLa eine Entwicklung der DB Systel und integriert die Funktionen Buchfahrplan, Verzeichnis der Langsamfahrstellen, Energiesparassistent und GPS-Ortung. Während EBuLa sich nur für das Betriebsverfahren „Zugmeldebetrieb DB“ eignet, unterstützt Ecotrainbook auch die Darstellung von Fahrplänen im Zugleitbetrieb nach Regelwerk der DB oder FV-NE. Daher kommt Ecotrainbook (FASSI System) unter anderem auch in einigen Regionalnetzen des DB-Konzerns anstelle von EBuLa-Fahrzeuggeräten zum Einsatz.
Seit 2015 ist FASSI bei der S-Bahn Berlin im Einsatz. Eine besondere Bedeutung kommt hierbei der Information über die Abfahrtszeit zu, die auch Anschlusssicherung beinhalten soll. Die Investitionen sollen sich durch Energieeinsparungen nach drei Jahren amortisiert haben.

### Energymiser
Der Energymiser ist der Markenname der australischen Entwicklungen, die mit dem Metromiser (Personenverkehr) und dem Freightmiser (Güterverkehr) begannen. Er befindet sich heute nach Angaben des Herstellers auf Eisenerzzügen in Afrika, Güterzügen in Australien, dem Vereinigten Königreich und Indien sowie Hochgeschwindigkeitszügen im Vereinigten Königreich im Einsatz. Bei der Güterverkehrsversion kann der Fahrer die gewünschte Ankunftszeit einstellen, was zum Beispiel die Ankunft des Gegenzuges in einem Kreuzungsbahnhof sein kann, woraufhin ein optimiertes Fahrprofil berechnet und dargestellt wird.

### GreenSpeed
Das System GreenSpeed ist 2012 bei den Dänischen Staatsbahnen (DSB) schon zu einem Großteil eingeführt. 75 % der Fahrzeugflotte besitzen das GreenSpeed-Gerät. Es zeigt dem Fahrer neben der aktuellen und erlaubten auch die empfohlene Geschwindigkeit an. Der Buchfahrplan ist zweigeteilt in ein Streckenband mit den Geschwindigkeiten und eine Stationsliste. Das System kann in verschiedenen Ebenen betrieben werden, die die Vernetzung beschreiben. Level 0 bedeutet, dass keine Verbindungen zu anderen Systemen bestehen. Level 1 bedeutet die Vernetzung mit der Streckenseite, Level 2 mit Zugsystemen und Level 2+ mit den zugseitigen ETCS-Komponenten. Das System, das primär der Verbesserung der Pünktlichkeit dienen soll, hat laut DSB zu Energieeinsparungen von 8 % geführt.

### LEA – Lokpersonal Electronic Assistant
Elektronischer Buchfahrplan bei den Schweizerischen Bundesbahnen

### LEADER – Locomotive Engineer Assist Display & Event Recorder
Ein ähnliches System wird von Knorr-Bremse angeboten, das sowohl für Reise- als auch Güterzüge verwendet werden kann. Ursprünglich wurde es von New York Air Brake entwickelt und diente primär der Reduktion des Bremsenverschleißes. Über ein integriertes GPS-Modul, verfügbaren Streckeninformationen und Fahrplänen, wird dem Triebfahrzeugführer eine Fahrempfehlung (Stellung des Fahr- bzw. Bremshebels) zur Verfügung gestellt. Diese geht über die EBuLa-Funktionen hinaus, da neben der energieoptimierten Fahrweise auch der Fokus auf der Erzielung niedriger zuginterner Zug- und Druckkräfte und somit eines sicheren Betriebs langer Güterzüge liegt. Positive Effekte sind die Erhöhung der Pünktlichkeit, die Verringerung des Verschleiß und die Einsparung von Energie. Das System befindet sich vorrangig bei nordamerikanischen Güterbahnen im Einsatz, es gibt aber auch Versionen für den Personenverkehr, bei denen die Ausrollanweisung im Vordergrund steht.
Nach einem Praxistest im Jahr 2017 soll über weitere Einbauten entschieden werden.
Das System ist statisch und berücksichtigt unter anderem die aktuelle Betriebslage (beispielsweise vorausfahrende verspätete Züge) nicht.

## Verhältnis zu ETCS
Das Zugbeeinflussungssystem European Train Control System (ETCS) kann als Grundlage für Fahrerassistenzsysteme verwendet werden. Beispielsweise werden auf der Grundlage der Position Reports von ETCS im Lötschberg- und Gotthard-Basistunnel Fahrempfehlungen generiert und per Textmeldung an Triebfahrzeugführer übermittelt.

## Norm UIC 612-05
Der neue UIC 612-05 Standard „Display System in driver cab (DDS) – Electronic Timetable Display (ETD)“ beschreibt sowohl die detaillierte Benutzerschnittstelle eines elektronischen Fahrplans, als auch das elektrische Protokoll über das dieses Display Fahrplandaten erhält. Das Display ist eines von vier identischen Displays in einem Standard-Führerstand nach UIC 612-0.